# Droga wojewódzka 569
Die Droga wojewódzka 569 (DW 569) ist eine 19 Kilometer lange Droga wojewódzka (Woiwodschaftsstraße) in der polnischen Woiwodschaft Kujawien-Pommern, die die Golub-Dobrzyń und Dobrzejewice verbindet. Die Strecke liegt im Powiat Golubsko-Dobrzyński und im Powiat Toruński.

## Streckenverlauf
Woiwodschaft Kujawien-Pommern, Powiat Golubsko-Dobrzyński
-  Golub-Dobrzyń (Gollub-Dobrzyn) (DW 534, DW 554)
- Olszówka (Ellerbruch)
- Elgiszewo (Lygischau)
- Ciechocin
- Małszyce

Woiwodschaft Kujawien-Pommern, Powiat Toruński
- Łążynek
-  Dobrzejewice (Godenfeld) (DK 10)